# طوطی برزیلی بال‌سیاه

طوطی عاشق بال‌سیاه، طوطی برزیلی بال‌سیاه یا طوطی برزیلی آبسینیان نام دیگر آن و «طوطی برزیلی کوهستان» و «طوطی کوهستان» است و نام علمی آن Agapornis taranta است. این گونه در سال ۱۸۱۴م توسط طبیعی دان انگلیسی «ادوارد اسمیت استانلی» در اریتره شناسایی گردید و نام لاتینی «تارنتا» را به علت اکتشاف آن در کوه‌های «تارنتا» بر آن اطلاق نمود. در سال ۱۹۳۱م زیر گونه‌ای از آن به وسیله «نیومان» شناسایی گردید که نام علمی A.t.nanus بر آن اطلاق گردید و تفاوت آن با گونه اصلی در بال‌های کوتاه و منقار کوچک آن است و برخی معتقدند که گونه اصلی سالی یک بار زاد و ولد می‌کند در حالی که گونه دوم سالی دو بار تولید مثل می‌نماید. تعیین جنسیت در این گونه کاری بسیار ساده و آسان است و به راحتی با یک نگاه ساده می‌توان پرنده نر را از پرنده ماده تشخیص داد. در پرنده نر پیشانی به رنگ سرخ و حلقه دور چشم‌ها به رنگ قرمز درخشان و رنگ زیر بال سیاه است، این در حالی است که پرنده ماده فاقد رنگ سرخ درخشان در سر و اطراف چشم‌ها و همچنین رنگ سیاه زیر بال است. هردو جنس نر و ماده منقاری سرخ دارند طول بدن پرنده ۱۶ سانتی‌متر است.